# Otto Kronauer

Otto Kronauer (etwa 1908)

Otto Kronauer (* 8. Dezember 1850 in Winterthur; † 19. April 1922 ebenda, heimatberechtigt in Winterthur) war ein Schweizer Jurist und Bundesanwalt.

## Leben
Der Sohn des Bezirksgerichtsschreibers Jakob Kronauer und der Johanna Louise Kronauer geb. Rüttimann studierte Rechtswissenschaften und war Gerichtsschreiber, ab 1875 Adjunkt im Statthalteramt und 1878 Staatsanwalt des Kantons Zürich. Ab 1890 war er Mitglied des Obergerichts und Schwurgerichtspräsident. 1899 bis 1916 war er in der Nachfolge von Jakob Albert Scherb eidgenössicher Generalanwalt («Bundesanwalt»). Kronauer arbeitete auf dem Gebiet des Strafrechts, des Strafprozessrechts und des Strafvollzugs (u. a. Gesetzesentwurf und Botschaft des Bundesrats zum Anarchistengesetz 1906). Er erledigte hängige Heimatlosenfälle und liess insbesondere Anarchisten und Sozialdemokraten überwachen. In der Zeit von 1916 bis 1918 hatte er noch die Stellung eines ständigen Vertreters der Bundesanwaltschaft.
Kronauer war seit 1879 verheiratet mit Clara Mathilde Kunkler, 1889 erfolgte die Scheidung.